# Renate Küster

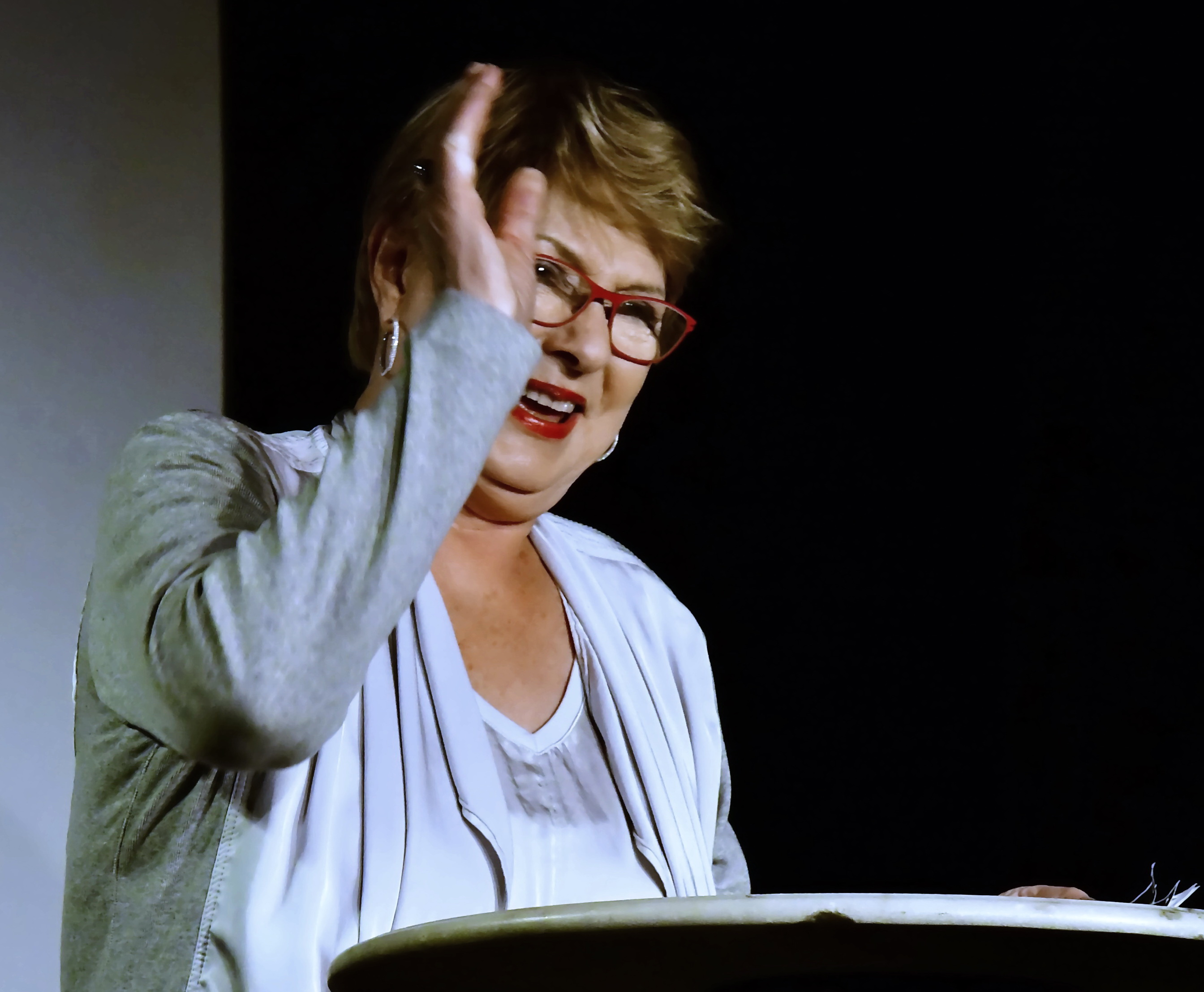
Renate Küster, 2017

Renate Küster (* 12. September 1936 in Danzig) ist eine deutsche Kabarettistin, Schauspielerin und Synchronsprecherin.

## Leben
In den Jahren 1956 bis 1958 war Renate Küster Schülerin an der Max-Reinhardt-Schule für Schauspiel in Berlin. Bei Tatjana Gsovsky nahm sie Ballettunterricht. Eine kurze Zeit arbeitete sie als Fernsehansagerin. Sie spielte als junge Schauspielerin in den Filmen Nachtschwester Ingeborg und Vater, Mutter und neun Kinder (1958).
Ab 1960 spielte sie Theater, unter anderem am GRIPS-Theater und fürs Fernsehen. Besondere Rollen waren Die Ilse ist weg, Die große Flatter und Sechs Wochen im Leben der Brüder G.
Als Synchronsprecherin lieh Küster neben vielen anderen Schauspielern etwa Filmstars wie Jane Fonda, Faye Dunaway, Alida Valli, Catherine Deneuve, Raquel Welch, Stéphane Audran, Claudette Colbert die Stimme. Im deutschsprachigen Film Die Nibelungen sprach sie Karin Dor nach, da diese wegen der Dreharbeiten zu dem James-Bond-Film Man lebt nur zweimal verhindert war. Ebenfalls machte Küster einige Hörbücher.

## Privates
Küster war seit 1992 bis zu dessen Tod 2013 mit dem Kabarettisten Dieter Hildebrandt verheiratet, mit dem sie auch zusammen aufgetreten war, zum Beispiel in der Münchner Lach- und Schießgesellschaft.

## Filmografie (Auswahl)
- 1955: Das Fräulein von Scuderi
- 1955: Star mit fremden Federn
- 1956: Treffpunkt Aimée
- 1956: Zwischenfall in Benderath
- 1957: Betrogen bis zum jüngsten Tag
- 1957: Acht Mädels im Boot
- 1958: Nachtschwester Ingeborg
- 1958: Der Tod auf dem Rummelplatz
- 1958: Grabenplatz 17
- 1958: Vater, Mutter und neun Kinder
- 1960: Die 1000 Augen des Dr. Mabuse
- 1961: Lebensborn
- 1962: Das Schloß
- 1964: Die lustigen Weiber von Tirol
- 1964: Der Betriebsausflug (Serie Hafenpolizei)
- 1964: Ich fahre Patschold
- 1966: Kurswagen nach Zürich (Serie: Intercontinental Express)
- 1966: Gertrud Stranitzki (Serie)
- 1966: Die Nacht zum Vierten
- 1970: Der Fall von nebenan (Serie)
- 1973: Die Kriminalerzählung (Serie)
- 1974: Sechs Wochen im Leben der Brüder G.
- 1975: Nach der Scheidung
- 1975: Stumme Zeugen
- 1976: Den lieben langen Tag (Serie)
- 1976: Die Ilse ist weg
- 1977: Heinrich Zille
- 1977: Der Haupttreffer
- 1978: Ein Mord am Lietzensee
- 1978: Ausgerissen! Was nun? (Serie)
- 1979: Die große Flatter (TV-Dreiteiler)
- 1979: Fallstudien
- 1980: Bruchlandung (2 Teile, Serie SOKO 5113)
- 1981: Flächenbrand
- 1984: Die Schöffin (Serie)
- 1984: Turf (Serie)
- 1986: Ein Heim für Tiere (Fernsehserie, zwei Folgen)
- 1992: Endstation Harembar
- 1991: Löwengrube (Fernsehserie, Folge Funkstille – Sommer 1946)
- 1993: Tatort – Berlin – beste Lage (Fernsehreihe)

## Synchronrollen (Auswahl)
Ursula Andress
- 1963: Acapulco als Maggie Dauphine
- 1978: Die weiße Göttin der Kannibalen als Susan Stevenson
- 1993: Prinzessin Fantaghirò III als Xellesia
- 1994: Prinzessin Fantaghirò IV als Xellesia

Faye Dunaway
- 1967: Bonnie und Clyde als Bonnie Parker
- 1970: Doc als Katie Elder
- 1981: Meine liebe Rabenmutter als Joan Crawford
- 1996: Die Kammer als Lee Cayhall Bowen

Claudette Colbert
- 1942: Atemlos nach Florida als Geraldine Jeffers
- 1979: Es geschah in einer Nacht als Ellie Andrews

Charlotte Rampling
- 1974: Zardoz als Consuella
- 2003: The Statement als Nicole

### Filme
- 1959: Sylva Koscina in Schlechte Zeiten für Vampire als Carla
- 1965: Shirley Eaton in Geheimnis im blauen Schloß als Ann Clyde
- 1971: Jill St. John in James Bond 007 – Diamantenfieber als Tiffany Case
- 1974: Jacqueline Bisset in Mord im Orient-Expreß als Gräfin Andrenyi
- 1986: Julie Christie in Väter und Söhne als Charlotte Deutz

### Serien
- 1972–1980: Jane Seymour in Die Onedin–Linie als Emma Callon
- 1980: Sanae Tsuchida in Die Rebellen vom Liang Shan Po als Hu San–Niang
- 1992: Diane Fletcher in Ein Kartenhaus als Elizabeth Urquhart